# Mac Forehand
Mac Forehand (ur. 4 sierpnia 2001 w Norwalk) – amerykański narciarz dowolny, specjalizujący się w konkurencjach: slopestyle oraz big air, mistrz świata juniorów.

## Kariera
Debiut na arenie międzynarodowej zanotował w styczniu 2016 roku podczas zawodów FIS w amerykańskim Mammoth Mountain. W marcu tego samego roku po raz pierwszy pojawił się na zawodach z cyklu Pucharu Ameryki Północnej rozgrywanych w resorcie Seven Springs. W Pucharze Ameryki w sezonie 2016/2017 zwyciężył w klasyfikacji big air. Z kolei w sezonie 2017/2018 najlepszy był w klasyfikacji slopestyle’u.
W listopadzie 2017 roku zadebiutował w zawodach Pucharu Świata. Podczas debiutu w konkursie big air rozgrywanym we włoskim Mediolanie zajął 10. miejsce. Pierwsze sukcesy w karierze zaczął odnosić w 2018 roku. W sierpniu tego roku, podczas mistrzostw świata juniorów w Cardronie wywalczył złoty medal w konkurencji big air. W listopadzie 2018 roku po raz pierwszy stanął na podium zawodów Pucharu Świata. Podczas konkursu slopestyle’u rozgrywanego w austriackim Stubai zajął drugą lokatę, ulegając jedynie Szwedowi Henrikowi Harlautowi. W sezonie 2018/2019 zdobył małą kryształową kulę za zwycięstwo w klasyfikacji slopestyle’u. W tej samej klasyfikacji był trzeci w sezonie 2021/2022.
W lutym 2019 roku wystąpił podczas mistrzostw świata w Park City. W konkursie slopestyle'u uplasował się tuż za podium zajmując 4. lokatę. Na rozgrywanych w 2022 roku igrzyskach olimpijskich w Pekinie był jedenasty w Big Air i dwudziesty w slopestyle'u.

## Osiągnięcia

### Igrzyska olimpijskie
| Miejsce | Dzień     | Rok  | Miejscowość | Konkurencja | Zwycięzca      |
| ------- | --------- | ---- | ----------- | ----------- | -------------- |
| 11.     | 9 lutego  | 2022 | Pekin       | Big air     | Birk Ruud      |
| 20.     | 16 lutego | 2022 | Pekin       | Slopestyle  | Alexander Hall |

### Mistrzostwa świata
| Miejsce | Dzień    | Rok  | Miejscowość | Konkurencja | Zwycięzca        |
| ------- | -------- | ---- | ----------- | ----------- | ---------------- |
| 4.      | 6 lutego | 2019 | Park City   | Slopestyle  | James Woods      |
| 31.     | 13 marca | 2021 | Aspen       | Slopestyle  | Andri Ragettli   |
| 4.      | 16 marca | 2021 | Aspen       | Bir Air     | Oliwer Magnusson |

### Puchar Świata

#### Miejsca w klasyfikacji generalnej
- sezon 2017/2018: 82.
- sezon 2018/2019: 11.
- sezon 2019/2020: 170.

Od sezonu 2020/2021 klasyfikacja generalna została zastąpiona przez klasyfikację Park & Pipe (OPP), łączącą slopestyle, halfpipe oraz big air.
- sezon 2020/2021: 9.
- sezon 2021/2022: 8.

#### Miejsca na podium w zawodach
1. Stubai – 23 listopada 2018 (slopestyle) – 2. miejsce
2. Mammoth Mountain – 10 marca 2019 (slopestyle) – 1. miejsce
3. Aspen – 20 marca 2021 (slopestyle) – 2. miejsce
4. Silvaplana – 26 marca 2022 (slopestyle) – 2. miejsce